# Lokaal diffeomorfisme
In de differentiaalmeetkunde, een deelgebied van de wiskunde, is een lokaal diffeomorfisme intuïtief gezien een functie tussen gladde variëteiten, die de lokale differentieerbare structuur bewaart. 
De formele definitie van een lokaal diffeomorfisme wordt hieronder gegeven.

## Formele definitie
Laat X en Y differentieerbare variëteiten zijn. Een functie, 
{\displaystyle f:X\to Y\,}
is een lokaal diffeomorfisme, als er voor elk punt, x in X een  open verzameling, U, bestaat die x bevat, zodanig dat 
{\displaystyle f(U)\,}
open in Y is en 
{\displaystyle f|_{U}:U\to f(U)\,}
een diffeomorfisme is.